# Ehrenschuld
Ehrenschuld é um filme mudo alemão de 1921, do gênero drama, dirigido por Paul L. Stein e protagonizado por Olaf Fønss, Boris Michailow e Gertrude Welcker. Se estreou em Berlim no dia 4 de agosto de 1921.

## Elenco
- Olaf Fønss
- Boris Michailow como Rolf, der Kranke
- Gertrude Welcker como Tochter
- Karl Platen como Arzt
- Editha Seidel
- Willy Kaiser-Heyl como Vater Holberg
- Waldemar Potier